# Civita d’Antino
Civita d’Antino község (comune) Olaszország Abruzzo régiójában, L’Aquila megyében.

## Fekvése
A település a Liri folyó völgyében fekszik, a megye délnyugati részén. Határai: Civitella Roveto, Collelongo, Luco dei Marsi, Morino, San Vincenzo Valle Roveto és Trasacco.

## Története
A település az ókori Antinum helyén épült fel a 11-12. században. A következő századokban nemesi birtok volt. Önállóságát a 19. század elején nyerte el, amikor a Nápolyi Királyságban felszámolták a feudalizmust. Az 1915-ös földrengésben korabeli épületeinek nagy része elpusztult. 

## Népessége
A népesség számának alakulása:

## Főbb látnivalói
- az ókori Antinum falainak és épületeinek maradványai
- Santa Maria Maddalena-templom
- Santo Stefano-templom
- San Lidano-templom
- Madonna della Ritornata-templom